# Tour de Valònia 2014
El Tour de Valònia 2014, 41a edició del Tour de Valònia, es disputà entre el 26 i el 30 de juliol de 2014 sobre un recorregut de 888,0 km distribuïts en cinc etapes. La cursa formava part del calendari de l'UCI Europa Tour 2014, amb una categoria 2.HC.
El vencedor de la classificació general fou el belga Gianni Meersman (Omega Pharma-Quick Step), gràcies a les bonificacions obtingudes amb les quatre segones posicions i una victòria d'etapa obtingudes durant la carrera. Meersman també s'imposà en la classificació per punts. En segona posició finalitzà l'espanyol Juan José Lobato (Movistar Team), vencedor d'una etapa, mentre el suís Silvan Dillier (BMC Racing Team) completà el podi, alhora que aconseguia la victòria de la classificació dels joves.
En les altres classificacions secundàries, Kevin Van Melsen (Wanty-Groupe Gobert) es proclamà vencedor de la classificació de la muntanya, Zico Waeytens (Topsport Vlaanderen-Baloise) en la dels esprints i el Topsport Vlaanderen-Baloise en la classificació per equips.

## Equips
L'organització convidà a prendre part en la cursa a onze equips World Tour, quatre equips continentals professionals i dos equips continentals:
equips World TourAG2R La Mondiale, Belkin Pro Cycling Team, BMC Racing Team, Team Europcar, FDJ, Team Katusha, Lotto-Belisol, Movistar Team, Omega Pharma-Quick Step, Team Tinkoff-Saxo, Trek Factory Racing
equips continentals professionalsBretagne-Séché Environnement, Cofidis, Topsport Vlaanderen-Baloise, Wanty-Groupe Gobert
equips continentalsColor Code-Biowanze, Wallonie-Bruxelles

## Etapes
| Etapa | Data         | Recorregut                                |                   | Km    | Vencedor d'etapa       | Líder de la general    | Ref.  |
| ----- | ------------ | ----------------------------------------- | ----------------- | ----- | ---------------------- | ---------------------- | ----- |
| 1a    | 26 de juliol | Frasnes-lez-Anvaing - Rumillies (Tournai) | Etapa plana       | 147,9 | Jens Debusschere (BEL) | Jens Debusschere (BEL) | [ 1 ] |
| 2a    | 27 de juliol | Péronnes-lez-Antoing (Antoing) - Perwez   | Etapa plana       | 193,1 | Giacomo Nizzolo (ITA)  | Gianni Meersman (BEL)  | [ 2 ] |
| 3a    | 28 de juliol | Baillonville (Somme-Leuze) - Neufchâteau  | Etapa plana       | 174,1 | Juan José Lobato (ESP) | Gianni Meersman (BEL)  | [ 3 ] |
| 4a    | 29 de juliol | Herve - Waremme                           | Etapa accidentada | 174,9 | Tom Van Asbroeck (BEL) | Gianni Meersman (BEL)  | [ 4 ] |
| 5a    | 30 de juliol | Malmedy - Alleur (Ans)                    | Etapa accidentada | 180,6 | Gianni Meersman (BEL)  | Gianni Meersman (BEL)  | [ 5 ] |

## Classificació final
|    | Ciclista                      | Equip                       | Temps       |
| -- | ----------------------------- | --------------------------- | ----------- |
| 1  | Gianni Meersman (BEL)         | Omega Pharma-Quick Step     | 22h 17' 11" |
| 2  | Juan José Lobato (ESP)        | Movistar Team               | + 30"       |
| 3  | Silvan Dillier (SUI)          | BMC Racing Team             | + 33"       |
| 4  | Tom Van Asbroeck (BEL)        | Topsport Vlaanderen-Baloise | + 33"       |
| 5  | Zico Waeytens (BEL)           | Topsport Vlaanderen-Baloise | + 34"       |
| 6  | Christopher Juul Jensen (DEN) | Team Tinkoff-Saxo           | + 38"       |
| 7  | Viatxeslav Kuznetsov (RUS)    | Team Katusha                | + 40"       |
| 8  | Lloyd Mondory (FRA)           | AG2R La Mondiale            | + 41"       |
| 9  | Pim Ligthart (NED)            | Lotto-Belisol               | + 41"       |
| 10 | Pavel Kochetkov (RUS)         | Team Katusha                | + 42"       |

## Evolució de les classificacions
| Etaoa | Vencedor         | Classificació general | Classificació per punts | Classificació de la muntanya | Classificació dels ssprints | Classificació dels joves | Classificació de la combativitat | Classificació per equips    |
| ----- | ---------------- | --------------------- | ----------------------- | ---------------------------- | --------------------------- | ------------------------ | -------------------------------- | --------------------------- |
| 1     | Jens Debusschere | Jens Debusschere      | Jens Debusschere        | Julien Stassen               | Zico Waeytens               | Louis Verhelst           | Thomas Wertz                     | Team Katusha                |
| 2     | Giacomo Nizzolo  | Gianni Meersman       | Gianni Meersman         | Julien Stassen               | Zico Waeytens               | Silvan Dillier           | Sebastian Lander                 | AG2R La Mondiale            |
| 3     | Juan José Lobato | Gianni Meersman       | Gianni Meersman         | Christopher Juul Jensen      | Zico Waeytens               | Silvan Dillier           | Sebastian Lander                 | Topsport Vlaanderen-Baloise |
| 4     | Tom Van Asbroeck | Gianni Meersman       | Gianni Meersman         | Kévin Van Melsen             | Zico Waeytens               | Silvan Dillier           | Sébastien Turgot                 | Topsport Vlaanderen-Baloise |
| 5     | Gianni Meersman  | Gianni Meersman       | Gianni Meersman         | Kévin Van Melsen             | Zico Waeytens               | Silvan Dillier           | Maxime Anciaux                   | Topsport Vlaanderen-Baloise |
| Final | Final            | Gianni Meersman       | Gianni Meersman         | Kévin Van Melsen             | Zico Waeytens               | Silvan Dillier           | Maxime Anciaux                   | Topsport Vlaanderen-Baloise |